# Steve Gadd

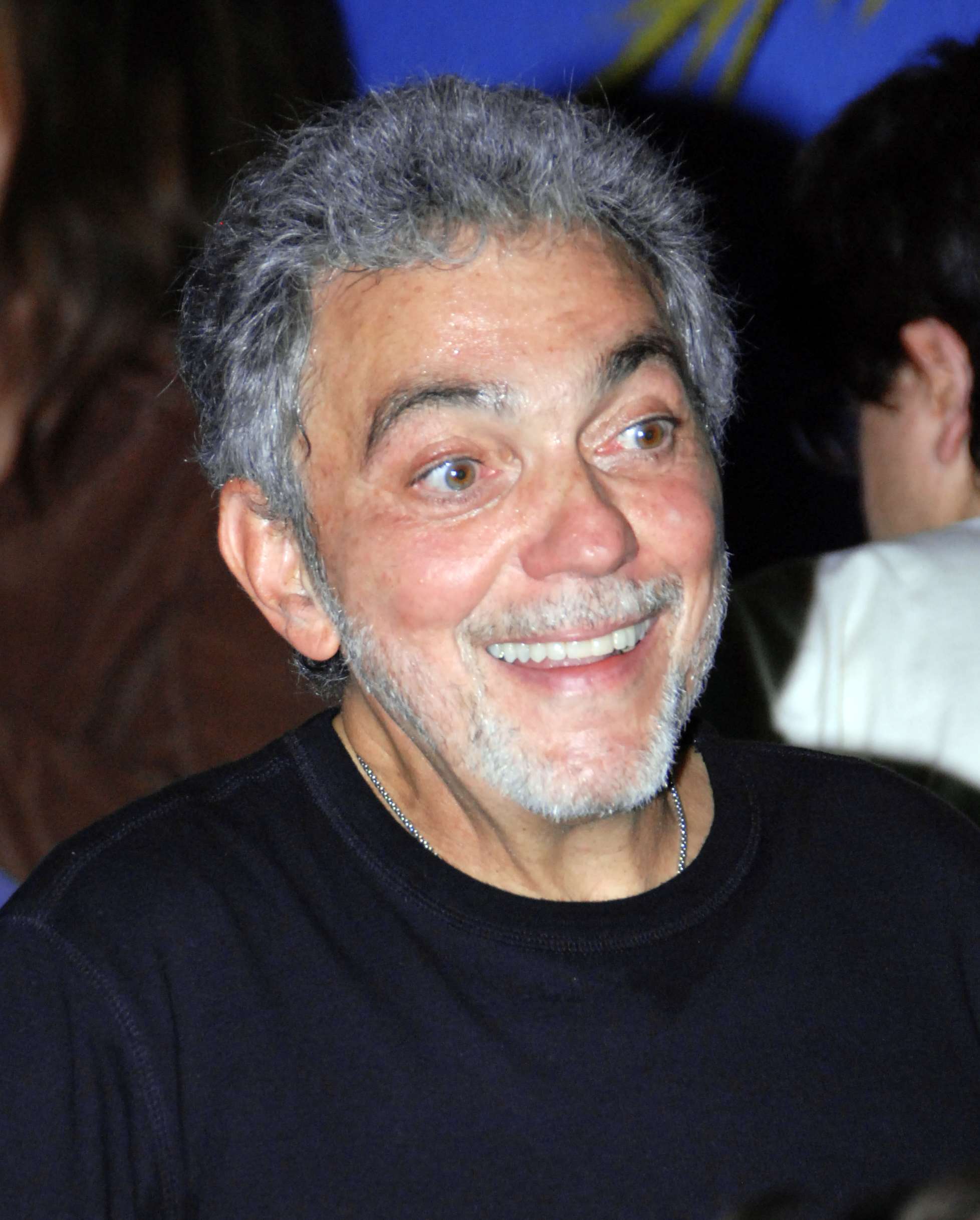
Steve Gadd

Steve Gadd (Rochester (New York), 9 april 1945) is een sessiedrummer, bekend geworden door Paul Simon, Steely Dan, Joe Cocker, Bob James, Chick Corea, Eric Clapton en vele anderen. Gadd gaat de geschiedenis in als meest opgenomen drummer in studio's.

## Biografie
Toen Gadd 7 jaar was moedigde zijn oom, die drummer was in het leger, hem aan om drumles te nemen. Toen hij 11 jaar was, was hij al zo goed dat hij met Dizzy Gillespie meespeelde.
Tijdens zijn muzikale studie ging hij 's avonds in clubs spelen met andere jonge muzikanten als Chick Corea, Chuck Mangione, Joe Romano and Frank Pullara. In de late '60 jaren speelde hij vaak met Chuck Mangione.
Steve werd drummer in militaire dienst, maar in 1972 vormde hij een trio met Tony Levin en Mike Holmes en verhuisde met hen naar New York. Het trio ging uit elkaar maar Gadd bleef werken in de studio. Hij speelde ook met Corea's Return to Forever maar verliet de band omdat hij de voorkeur gaf aan spelen in de studio boven toeren.
In de jaren 70 en 80 jaren ging hij toch toeren, werkte met Paul Simon en Al Di Meola's Electric Rendezvous Band. Velen dachten dat hij bij de LA groep Charlie speelde, maar hij vertelde de fans dat dat een andere drummer was met dezelfde naam.
Eind jaren 70 was Gadd de meestgevraagde en meest inspirerende drummer van de wereld. In Japan waren uitgeschreven drumsolo's te koop en alle belangrijke drummers uit Japan klonken als hij. Chick Corea zei eens dat elke drummer wilde klinken als Steve Gadd, omdat hij perfect speelt.
Corea's jazzalbums Friends en Three Quartets zijn goede voorbeelden van Gadds manier van jazz spelen.
Enkele favoriete drummers van Gadd zijn Elvin Jones, Tony Williams, Jack DeJohnette, Buddy Rich, en Louie Bellson.
Op de in 2019 door het tijdschrift Rolling Stone gepubliceerde ranglijst van 100 beste drummers in de geschiedenis van de popmuziek kreeg Steve Gadd de 24e plaats toegekend. 

## Drumsets
Steve Gadd is een van de eerste bespelers van Yamaha drums, die hij vanaf 1976 bespeelt. Hij is het bekendst van de "Yamaha Recording Custom" drums, maar recent is hij overgestapt op de "Birch Custom Absolute" toms en een maple bass drum. Hij heeft verscheidene eigen snaredrum-modellen, maar meestal speelt hij een 5,5 × 14 steel snare drum.
Gadd was de eerste die twee grote tom-toms aan elkaar monteerde en gebruikte als floor toms.
He gebruikt ook zijn eigen series Zildjian K Custom Session cymbals.

## Trivia
- Gadd is volgens Paul Simon de bedenker van de unieke maatvoering in "50 Ways to Leave Your Lover".
- In Green Rosetta vertelt Frank Zappa dat een kloon van Steve Gadd het refrein speelt. In tegenstelling tot Gadds normale manier van spelen, klinken de drums totaal anders dan het nummer zelf.

## Selecte discografie
Met Chick Corea:
- Friends
- Three Quartets
- Leprechaun
- My Spanish Heart
- (the unreleased version of Hymn of the Seventh Galaxy)

Met Steely Dan:
- Aja (title track)
- Gaucho (Glamour Profession, My Rival, Third World Man)

Met Simon and Garfunkel:
- The Concert in Central Park

Met Paul Simon:
- One Trick Pony
- Still Crazy After All These Years
- Hearts and Bones
- You're the One
- Paul Simon's Concert In The Park August 15, 1991
- Surprise

Met Steps:
- Smokin' In The Pit

Met George Benson:
- Bad Benson

Met Eric Clapton:
- Live At Hyde Park (dvd)
- Pilgrim
- Reptile
- Riding With The King
- One More Car One More Rider
- Sessions for Robert J.
- Back Home

Met James Brown:
- Black Caesar

Met Al Jarreau:
- Tenderness

Met Rickie Lee Jones:
- Rickie Lee Jones
- Pirates

Met Chuck Mangione:
- Live

Met Michel Petrucciani:
- Live In Tokyo

Met Al Di Meola:
- Casino (Al Di Meola album)
- Elegant Gypsy

Met Lee Ritenour:
- Feel the Night (French Roast)

Met (James Taylor)):
- " October Road"

Met Alain Clark
- Live It Out

Met David Gilmour
- Luck and Strange